# Sinds 1 dag of 2 (32 jaar)
Sinds 1 dag of 2 (32 jaar) is een Nederlandstalig skalied van Doe Maar uit 1981. Het is de eerste single van deze band die in de hitlijsten terechtkwam, nadat Ik zou het willen doen een jaar eerder nog flopte. Aanvankelijk was het de bedoeling dat de single Sinds 1 dag of 2 zou heten. Op aanraden van dj Frits Spits, die de plaat veel draaide in het NOS radioprogramma De Avondspits op Hilversum 3, werd deze echter veranderd in 32 jaar. Hierop werd de plaat ook opgepikt door de overige omroepen en werd een radiohit in de destijds drie hitlijsten op de nationale publieke popzender. De plaat bereikte de 9e positie in de Nationale Hitparade, de 13e  positie in de Nederlandse Top 40 en de 28e positie in de TROS Top 50. In de Europese hitlijst op Hilversum 3  de TROS Europarade, werd géén notering behaald.
In België bereikte de plaat de 40e positie in de voorloper van de Vlaamse Ultratop 50. In de Vlaamse Radio 2 Top 30 werd géén notering behaald.
In 1991 werd de single wegens het uitbrengen van het album De beste nogmaals door Doe Maar uitgebracht als Sinds 1 dag of 2 (32 jaar) en belandde het opnieuw in de hitlijsten. Vervolgens werd het in 1999 nogmaals uitgebracht, maar werd de plaat toen nauwelijks gekocht.
In 1996 zongen Herman Brood en Henny Vrienten het nummer waarin het werd aangepast naar 50 jaar, de leeftijd die Brood dat jaar behaalde. Ook deze versie belandde opnieuw in de hitlijsten.

## Covers

### Nederlandstalig
- De Vlaamse acapellagroep Voice Male nam het in 1999 op als onderdeel van de medley Zij Is Van Ons/Zij Is Van Mij
- Marcel de Groot (2000)
- Frits Lambrechts
- In het programma Ali B op volle toeren kreeg het een bewerking door rapper Winne wiens eigen nummer Lotgenoot door Vrienten werd beantwoord met 32 Jaar Later.
- Van Echelpoel (2017)

### Engelstalig
- Erwin Nyhoff nam het op onder de fonetische titel Taste of Sweet Desire voor de tribute-cd Trillend op m'n benen (2000).
- Pieter Embrechts, Thomas De Prins & The New Radio Kings namen het in een jazzversie op als That Girl Is Mine (2009).

### Persiflage
- Harry Vermeegen persifleerde het in 1983 in een aflevering van Pisa. Vermomd als Henny Vrienten zong hij 34 jaar terwijl hij op het moment van de opname 33 jaar was.

## Doe Maar (1981, 1991 en 1999)

### Hitnoteringen

#### Nederlandse Top 40
| Hitnotering: week 23 t/m 27 in 1981 | Hitnotering: week 23 t/m 27 in 1981 | Hitnotering: week 23 t/m 27 in 1981 | Hitnotering: week 23 t/m 27 in 1981 | Hitnotering: week 23 t/m 27 in 1981 | Hitnotering: week 23 t/m 27 in 1981 | Hitnotering: week 23 t/m 27 in 1981 | Hitnotering: week 22 t/m 29 in 1991 | Hitnotering: week 22 t/m 29 in 1991 | Hitnotering: week 22 t/m 29 in 1991 | Hitnotering: week 22 t/m 29 in 1991 | Hitnotering: week 22 t/m 29 in 1991 | Hitnotering: week 22 t/m 29 in 1991 | Hitnotering: week 22 t/m 29 in 1991 | Hitnotering: week 22 t/m 29 in 1991 | Hitnotering: week 22 t/m 29 in 1991 | Hitnotering: week 22 t/m 29 in 1991 |
| Week:                               | 1                                   | 2                                   | 3                                   | 4                                   | 5                                   |                                     | Week:                               | 1                                   | 2                                   | 3                                   | 4                                   | 5                                   | 6                                   | 7                                   | 8                                   |                                     |
| ----------------------------------- | ----------------------------------- | ----------------------------------- | ----------------------------------- | ----------------------------------- | ----------------------------------- | ----------------------------------- | ----------------------------------- | ----------------------------------- | ----------------------------------- | ----------------------------------- | ----------------------------------- | ----------------------------------- | ----------------------------------- | ----------------------------------- | ----------------------------------- | ----------------------------------- |
| Positie:                            | 38                                  | 31                                  | 29                                  | 34                                  | 39                                  | uit                                 | Positie:                            | 34                                  | 25                                  | 18                                  | 15                                  | 13                                  | 20                                  | 26                                  | 39                                  | uit                                 |

#### Nationale Hitparade
| Hitnotering: 30-05 t/m 23-06-1981 | Hitnotering: 30-05 t/m 23-06-1981 | Hitnotering: 30-05 t/m 23-06-1981 | Hitnotering: 30-05 t/m 23-06-1981 | Hitnotering: 30-05 t/m 23-06-1981 | Hitnotering: 30-05 t/m 23-06-1981 | Hitnotering: 30-05 t/m 23-06-1981 | Hitnotering: 30-05 t/m 23-06-1981 | Hitnotering: 30-05 t/m 23-06-1981 | Hitnotering: 30-05 t/m 23-06-1981 | 04-05 t/m 10-08-1991 | 04-05 t/m 10-08-1991 | 04-05 t/m 10-08-1991 | 04-05 t/m 10-08-1991 | 04-05 t/m 10-08-1991 | 04-05 t/m 10-08-1991 | 04-05 t/m 10-08-1991 | 04-05 t/m 10-08-1991 | 04-05 t/m 10-08-1991 | 04-05 t/m 10-08-1991 | 04-05 t/m 10-08-1991 | 04-05 t/m 10-08-1991 | 04-05 t/m 10-08-1991 | 04-05 t/m 10-08-1991 | 04-05 t/m 10-08-1991 | 04-05 t/m 10-08-1991 | 04-05 t/m 10-08-1991 | 04-12 t/m 18-12-1999 | 04-12 t/m 18-12-1999 | 04-12 t/m 18-12-1999 | 04-12 t/m 18-12-1999 | 04-12 t/m 18-12-1999 |
| Week:                             | 1                                 | 2                                 | 3                                 | 4                                 | 5                                 | 6                                 | 7                                 | 8                                 |                                   | Week:                | 1                    | 2                    | 3                    | 4                    | 5                    | 6                    | 7                    | 8                    | 9                    | 10                   | 11                   | 12                   | 13                   | 14                   | 15                   |                      | Week:                | 1                    | 2                    | 3                    |                      |
| --------------------------------- | --------------------------------- | --------------------------------- | --------------------------------- | --------------------------------- | --------------------------------- | --------------------------------- | --------------------------------- | --------------------------------- | --------------------------------- | -------------------- | -------------------- | -------------------- | -------------------- | -------------------- | -------------------- | -------------------- | -------------------- | -------------------- | -------------------- | -------------------- | -------------------- | -------------------- | -------------------- | -------------------- | -------------------- | -------------------- | -------------------- | -------------------- | -------------------- | -------------------- | -------------------- |
| Positie:                          | 30                                | 23                                | 24                                | 21                                | 29                                | 23                                | 28                                | 49                                | uit                               | Positie:             | 91                   | 76                   | 61                   | 49                   | 35                   | 25                   | 15                   | 13                   | 11                   | 9                    | 14                   | 20                   | 28                   | 50                   | 77                   | uit                  | Positie:             | 95                   | 83                   | 94                   | uit                  |

#### TROS Top 50
Hitnotering: 21-05-1981 t/m 02-07-1981. Hoogste notering: #28 (2 weken).

#### VlaamseUltratop 50
| Hitnotering: 06-06-1981 | Hitnotering: 06-06-1981 | Hitnotering: 06-06-1981 |
| Week:                   | 1                       |                         |
| ----------------------- | ----------------------- | ----------------------- |
| Positie:                | 40                      | uit                     |

#### NPO Radio 2 Top 2000
| Nummer met noteringen in de NPO Radio 2 Top 2000 | '99 | '00 | '01 | '02 | '03 | '04 | '05 | '06 | '07 | '08 | '09 | '10 | '11 | '12 | '13 | '14 | '15 | '16 | '17 | '18 | '19 | '20 | '21 | '22 | '23 | '24 |
| ------------------------------------------------ | --- | --- | --- | --- | --- | --- | --- | --- | --- | --- | --- | --- | --- | --- | --- | --- | --- | --- | --- | --- | --- | --- | --- | --- | --- | --- |
| Sinds 1 dag of 2 (32 jaar)                       | 105 | 203 | 367 | 366 | 338 | 363 | 424 | 449 | 450 | 395 | 509 | 566 | 439 | 172 | 531 | 678 | 584 | 605 | 626 | 461 | 497 | 473 | 413 | 274 | 328 | 399 |

1. ↑  Een vetgedrukt getal geeft de hoogste notering aan.

## Brood en Vrienten (1996)
Ter gelegenheid van zijn 50e verjaardag nam Herman Brood in 1996 een album met duetten op. Samen met de Doe Maar-zanger Henny Vrienten vormde hij voor deze gelegenheid opnieuw het duo Brood en Vrienten. Twaalf jaar eerder zongen beide zangers ook al eens samen een duet met het lied Als je wint. 50 jaar verscheen in twee versies op Broods cd 50 the soundtrack (het tweede met The Wild Romance als rocknummer). De single haalde de Nederlandse hitlijsten.

### Hitnoteringen

#### Nederlandse Top 40
| Hitnotering: week 47 t/m 49 in 1996 | Hitnotering: week 47 t/m 49 in 1996 | Hitnotering: week 47 t/m 49 in 1996 | Hitnotering: week 47 t/m 49 in 1996 | Hitnotering: week 47 t/m 49 in 1996 |
| Week:                               | 1                                   | 2                                   | 3                                   |                                     |
| ----------------------------------- | ----------------------------------- | ----------------------------------- | ----------------------------------- | ----------------------------------- |
| Positie:                            | 39                                  | 33                                  | 38                                  | uit                                 |

#### Mega Top 50
| Hitnotering: 16-11-1996 t/m 28-12-1996 | Hitnotering: 16-11-1996 t/m 28-12-1996 | Hitnotering: 16-11-1996 t/m 28-12-1996 | Hitnotering: 16-11-1996 t/m 28-12-1996 | Hitnotering: 16-11-1996 t/m 28-12-1996 | Hitnotering: 16-11-1996 t/m 28-12-1996 | Hitnotering: 16-11-1996 t/m 28-12-1996 | Hitnotering: 16-11-1996 t/m 28-12-1996 | Hitnotering: 16-11-1996 t/m 28-12-1996 |
| Week:                                  | 1                                      | 2                                      | 3                                      | 4                                      | 5                                      | 6                                      | 7                                      |                                        |
| -------------------------------------- | -------------------------------------- | -------------------------------------- | -------------------------------------- | -------------------------------------- | -------------------------------------- | -------------------------------------- | -------------------------------------- | -------------------------------------- |
| Positie:                               | 47                                     | 36                                     | 32                                     | 29                                     | 37                                     | 55                                     | 71                                     | uit                                    |